# Максово (Ленинградская область)
Максово — деревня в Шугозёрском сельском поселении Тихвинского района Ленинградской области.

## История

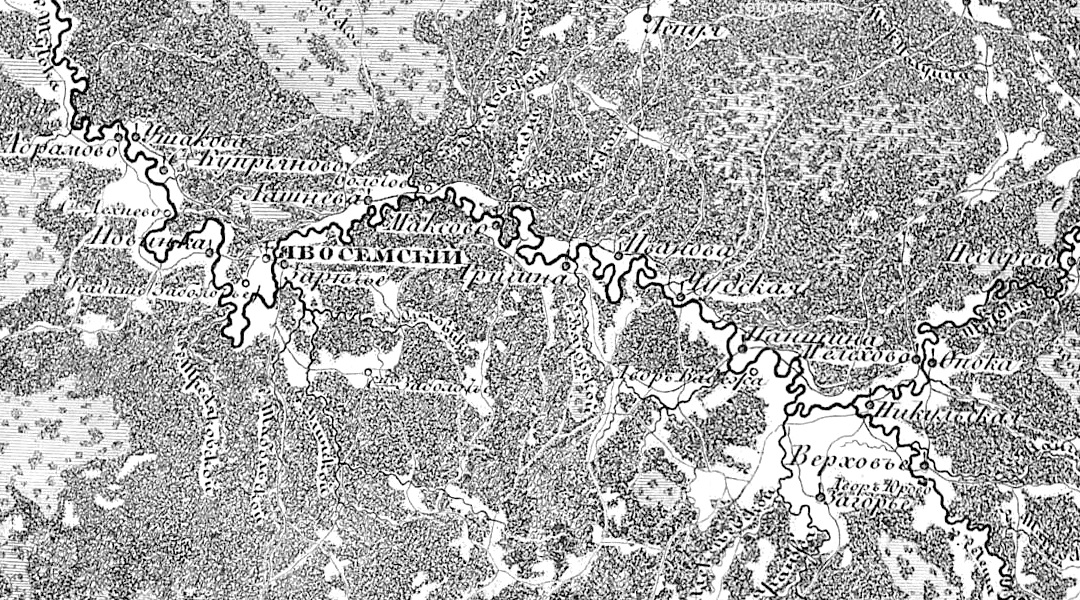
Деревня Максово на семитопографической карте Новгородской губернии 1847 года

МАКСОВО — деревня Чудского общества, прихода Явосемского погоста. Река Явосьма. 

Крестьянских дворов — 5. Строений — 10, в том числе жилых — 7.

Число жителей по семейным спискам 1879 г.: 12 м. п., 14 ж. п.; по приходским сведениям 1879 г.: 12 м. п., 14 ж. п.

В конце XIX — начале XX века деревня административно относилась к Кузьминской волости 2-го земского участка 2-го стана Тихвинского уезда Новгородской губернии.

МАКСОВО — деревня Чудского общества, дворов — 7, жилых домов — 14, число жителей: 30 м. п., 33 ж. п.
 
Занятия жителей — земледелие, рубка и сплав леса. Река Явосьма. Часовня. (1910 год)

По сведениям на 1 января 1913 года в деревне было 105 жителей из них детей в возрасте от 8 до 11 лет — 13 человек.
Согласно карте Ленинградской области Северо-западного аэрогеодезического треста ГГУ издания 1932 года деревня насчитывала 5 крестьянских дворов. В деревне находилась часовня:
| Внешние изображения | Внешние изображения                |
| ------------------- | ---------------------------------- |
|                     | Деревня Максово на карте 1932 года |

По данным 1933 года деревня Максово входила в состав Явосемского сельсовета Капшинского района Ленинградской области.
По данным 1966, 1973 и 1990 годов деревня Максово входила в состав Явосемского сельсовета Тихвинского района.
В 1997 году в деревне Максово Шугозёрской волости проживали 3 человека, в 2002 году — также 3 человека (все русские).
В 2007 году в деревне Максово Шугозёрского СП также проживали 2 человека, в 2010 году — постоянного населения не было.

## География
Деревня расположена в северо-восточной части района к западу от автодороги 41К-885 (Шугозеро — Никульское).
Расстояние до административного центра поселения — 25 км.
Расстояние до ближайшей железнодорожной станции Тихвин — 89,5 км.
Деревня находится на левом берегу реки Явосьма.

## Демография
| 2007 | 2010 | 2017 |
| ---- | ---- | ---- |
| 2    | ↘0   | ↗4   |

### Национальный состав
Согласно данным Всероссийской переписи населения 2021 года в деревне проживали 4 человека, все русские.

## Улицы
Максово.